# Municipio 1 Patterson
El municipio 1 Patterson (en inglés: Township 1, Patterson) es un municipio ubicado en el  condado de Alamance en el estado estadounidense de Carolina del Norte. En el año 2010 tenía una población de 4.869 habitantes.

## Geografía
El municipio 1 Patterson se encuentra ubicado en las coordenadas 35°54′2.88″N 79°29′14.38″O / 35.9008000, -79.4873278.